# Isuzu Ascender
La Isuzu Ascender è un'autovettura prodotta dalla casa automobilistica giapponese Isuzu tra il 2002 e il 2008.

## Descrizione
La versione a 7 posti ha sostituito la Isuzu Trooper, mentre la versione a 5 posti ha rimpiazzato la Isuzu Rodeo e Isuzu Axiom.
L'Ascender è basata sulla piattaforma GMT360. Le motorizzazioni disponibili sono:
- 4200 4,2 litri 6 cilindri LL8 (2003–2008)
- 5300 5,3 litri V8 LM4 (2003–2004)
- 5300 5,3 litri V8 LH6 (2005–2007)

La produzione è stata terminata il 6 giugno 2008, come parte del ritiro del marchio Isuzu dal mercato degli Stati Uniti.